# Michel Sogny
Michel Sogny, né à Pau en 1947, est un pianiste, compositeur, pédagogue et écrivain français d'origine hongroise.

## Biographie
Michel Sogny fait ses études musicales à l'École normale de musique de Paris, sous la direction de Jules Gentil et d'Yvonne Desportes pour la composition musicale. Il est diplômé d'une maîtrise en psychologie, d'une licence ès lettres et d'un doctorat en philosophie obtenu en 1974 à la Sorbonne sous la direction de Vladimir Jankélévitch. Il est le créateur de la fondation SOS Talents.
Les années 1970 marquent le début de son implication dans la pédagogie musicale.
Il participe en tant que membre fondateur à la création de l'Association française Franz Liszt, présidée par Valéry Giscard d'Estaing, aux côtés de Blandine Ollivier de Prévaux, arrière-petite-fille de Liszt,.
En 1974, il crée une méthode d'enseignement du piano et fonde une école à Paris. Il ouvre aussi un salon littéraire et musical où sont reçus artistes et intellectuels.
Il publie en 1975 son premier livre, L'admiration créatrice chez Liszt, comportant une préface de Gyorgy Cziffra.
Il écrit en 1981 la chanson Comme un bateau ivre, avec Jeane Manson qui était alors son élève. Un film sur Liszt réalisé par François Reichenbach est diffusé dans la série télévisée Grâce à la musique, où il participe. Il ouvre aussi une nouvelle école à Genève,.
En 1985, la pratique du piano par l'application de la méthode de Michel Sogny est introduite au Bureau International du Travail à Genève, par son directeur général Francis Blanchard, afin d'intégrer une dimension culturelle au sein de l'organisation.
Dans les années 1990, Michel Sogny poursuit son enseignement aux jeunes musiciens par l'application de sa pédagogie dite Méthode Sogny.
Avec son élève Myriam Gramm, il crée en première audition le Grand Galop Chromatique de Franz Liszt pour piano à quatre mains, dans la version originale du compositeur, lors d'un récital au Grand Théâtre de Genève, le 15 mars 1993,.
En 1995, il est sollicité pour diriger la Villa Schindler, institution musicale en Autriche, sous la présidence d'honneur de Yehudi Menuhin,. De jeunes pianistes y suivent des stages, à l'issue desquels ils se produisent en concert dans le cadre d'un festival de piano,. À la Villa Schindler, il a pour élèves Tamar Beraia, Khatia Buniatishvili,, Elisso Bolkvadze, Yana Vassilieva, Anna Fedorova.

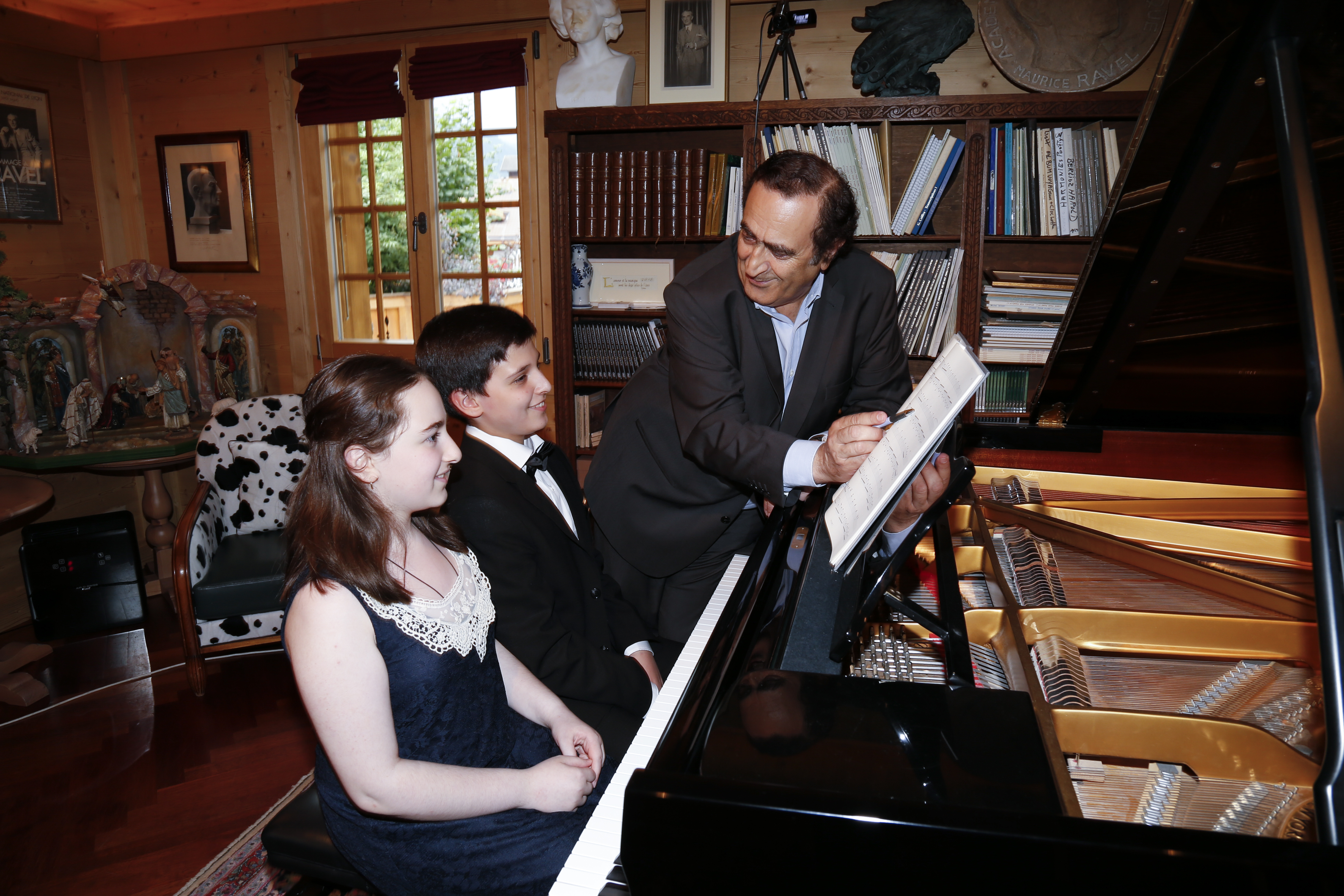
Barbara Tataradze et Ilia Lotatidze avec Michel Sogny

Créée en mars 2000, la fondation SOS Talents accompagne de jeunes pianistes venant de milieux modestes, originaires pour la plupart de pays d'Europe de l'Est. Ils y suivent l'enseignement de Michel Sogny, et présentent leur répertoire lors de concerts.
Le premier concert de la fondation a lieu en 2001 à Paris à l'Hôtel Marcel Dassault, organisé par Serge et Nicole Dassault. Y participent les pianistes Yana Vassilieva et Khatia Buniatishvili. La même année sont présentées au Théâtre des Champs-Élysées ses élèves Elisso Bolkvadze, Yana Vassilieva, Khatia Buniatishvili et sa sœur Gvantsa,.
Il dirige en 2002 un festival de piano au Montreux Palace, où est invité le pianiste Aldo Ciccolini. La fondation y présente présente ses élèves Elisso Bolkvadze, Yana Vassilieva, Tamar Beraia.
Il fonde en 2004 à Coppet (Suisse) le Festival de piano Michel Sogny, où se produisent certains de ses élèves pianistes.
Un concert de la fondation SOS Talents a lieu en 2009 à Vilnius, sous le haut-patronage de Valdas Adamkus, dans le cadre de l'événement Capitale Européenne de la Culture.
Michel Sogny poursuit la formation des jeunes pianistes après quarante années d'exercice de la pédagogie musicale,. La fondation SOS Talents compte vingt ans d'existence et forme de nouveaux jeunes musiciens.
L'ouvrage L'adulte prodige, publié en 2013, relate l'histoire particulière de son élève Michèle Paris.
En 2014, il publie De Victor Hugo à Dostoïevsky, un livre d'entretiens philosophiques avec le philosophe Alexis Philonenko.
Michel Sogny forme avec Elisso Bolkvadze un duo de piano à 4 mains . Ils interprètent notamment en première audition des versions originales de certaines œuvres de Franz Liszt : Orphée Les Préludes, La Bataille des Huns, Rhapsodies hongroises 2,6,15,19.
En Géorgie, il dirige en 2019 des masterclasses durant le Festival International de Musique de Batoumi,. Il dispense aussi son enseignement à l'Académie Musicale d'Ishikawa au Japon.

## Enseignement du piano
La méthode pédagogique de Michel Sogny est enseignée dans ses écoles de piano à Paris et Genève. Depuis 1974, elle a été enseignée à plus de 20 000 élèves,.
Elle repose sur l'apprentissage d'un haut niveau de technique pianistique mais aussi sur le développement de la perception émotive de la musique par l'élève,. Les élèves étudient notamment ses œuvres didactiques.
Parmi ses élèves, Michèle Paris commence à travailler le piano à l'âge de 26 ans après plusieurs échecs. En quatre années de formation, elle atteint un niveau lui permettant de se produire dans un concert public. Elle donne des récitals au Théâtre des Champs-Élysées en 1980 et 1981 avec au programme des œuvres de Liszt,, suivis d'une tournée aux États-Unis. Michel Sogny enseigne ensuite à Claudine Zévaco qui se produit également au Théâtre des Champs-Élysées en 1983. György Cziffra les invite toutes deux en 1984 à se produire dans le cadre de la Fondation Cziffra à Senlis.
L'extension de l'École Michel Sogny à toute la France est sollicitée, par une question écrite, dans une séance au Sénat en 1981.

## Pianiste et compositeur
Michel Sogny est l'auteur d'œuvres didactiques, parmi elles les Prolégomènes à une Eidétique Musicale, les Paralipomènes à une Eidétique Musicale, et ses Études pour piano. Il a également composé des pièces de concert pour piano : Furia, Triptyque, Entrevisions, Dérive, Hommage à Liszt, Aquaprisme, Réminiscentiel, Trois pièces dans le style hongrois, Deux Études de concert, 12 pièces pour la main droite seule, Reviviscence.
Certaines de ses œuvres ont figuré au répertoire des pianistes Tamar Beraia, Christian Chamorel, Cyprien Katsaris, France Clidat, Elisso Bolkvadze, Ana Kipiani, Alexandra Massaleva, Jay Gottlieb, Laura Mikkola, Francesco Nicolosi, Yana Vassilieva, Ramzi Yassa (en), Alexandre Sandler, Lydie Solomon, Khatia Buniatishvili, Anna Fedorova.
Michel Sogny a reçu ce 24 Juin 2023 le Grand Prix Alain Fournier pour son livre "L’Adulte Prodige" décerné à La Sorbonne par "Accademia Euromediterrania delle ARTI".

## Distinctions
- Médaille de la Paix de l'Organisation des Nations Unies (1986) (avec son élève Michèle Paris)[42].
- Diplôme d'honneur de l'UNESCO (1994)[47].
- Consul honoraire de la République de Lituanie en Suisse (2007) (cantons de Genève et de Vaud)[48].
- Insignes d'honneur de Géorgie, remis par le président de la République Guiorgui Margvelachvili (2017)[49].
- Croix de Chevalier de l'Ordre du Mérite, remis par la présidente de la République de Lituanie Dalia Grybauskaitė (2018)[50].

## Œuvres et publications

### Partitions
- Œuvres choisies (sélection des principales œuvres du répertoire pianistique doigtées et commentées)
- Études pour piano - Séries I à VII
- Études de perfectionnement
- Deux Études de Concert
- Prolégomènes à une eidétique musicale pour piano 2 mains - Séries I à VII
- Prolégomènes à une eidétique musicale pour piano 2, 6 et 12 mains
- Pièces de concert pour piano (Triptyque, Aquaprisme, Furia, Réminiscentiel, Hommage à Franz Liszt, Deux études de concerts, 3 pièces dans le style hongrois, Un certain clair de lune)
- Dérive pour piano (enregistré chez Cascavelle par la pianiste Elisso Bolkvadze) - Éditions Durand
- Entrevisions, 12 pièces pour piano - Éditions Durand
- Aquaprisme - Éditions Durand
- Hommage à Liszt, Fantaisie pour piano - Éditions Durand
- 3 pièces pour piano dans le style hongrois - Éditions Durand
- 12 études pour piano dans le style hongrois, Séries I à IV - Éditions Durand
- 12 pièces pour piano pour la main droite seule, dédiées à la pianiste France Clidat
- Paralipomènes à une eidétique musicale, 14 pièces pour piano - Éditions Musicales Artchipel
- 48 Études de perfectionnement pour piano, Editions Musicales Artchipel
- Reviviscence, 14 pièces pour piano
- 24 Pensées Vagabondes pour piano Editions Musicales Artchipel

### Publications
- L'admiration créatrice chez Liszt, incluant un avant-propos de Gyorgy Cziffra - Éditions Buchet/Chastel (1975)
- Le solfège sans soupir - Éditions Sirella (1984)
- Abrégé de solfège - Éditions Sirella (1988)
- La méthode en question(s) - Éditions Sirella (1985)
- La méthode en action - Éditions Sirella (1988)
- Initiation à l'art de la composition musicale - Éditions Sirella (1988)
- Le pédagogue virtuose, Livre de l'enseignant - Éditions Sirella (1987)
- La Musique en Questions, entretiens avec Monique Philonenko - Éditions Michel de Maule (2009)
- L'adulte prodige - Le rêve au bout des doigts -  Éditions France-Empire (2013), dans lequel il raconte la formation de Michèle Paris
- De Victor Hugo à Dostoïevski - Entretiens philosophiques avec Alexis Philonenko - Éditions France-Empire (2013)

### Articles
- Liszt, Précurseur de l'histoire de la musique dans La Tribune de Genève du 13 - 14 mars 1993
- L'art de jouer selon Michel Sogny dans Pianiste le Magazine de novembre - décembre 2016